# Bani Chilf
Bani Chilf – miejscowość w Egipcie, w muhafazie Al-Minja, w dystrykcie Maghagha. W 2006 roku liczyła 4370 mieszkańców.